# Puchar Narodów Afryki 2015 (kwalifikacje)/Grupa F
W grupie F eliminacji Pucharu Narodów Afryki 2015 grały:
- Zambia
- Republika Zielonego Przylądka
- Niger
- Mozambik

## Tabela
| Msc. | Zespół                        | M | W | R | P | Br+ | Br- | +/- | Pkt |
| ---- | ----------------------------- | - | - | - | - | --- | --- | --- | --- |
| 1    | Republika Zielonego Przylądka | 6 | 4 | 0 | 2 | 9   | 6   | +3  | 12  |
| 2    | Zambia                        | 6 | 3 | 2 | 1 | 6   | 2   | +4  | 11  |
| 3    | Mozambik                      | 6 | 1 | 3 | 2 | 4   | 4   | 0   | 6   |
| 4    | Niger                         | 6 | 0 | 3 | 3 | 4   | 11  | -7  | 3   |

## Wyniki
| 6 września 2014 15:00 CET | Zambia | 0:0(0:0) | Mozambik | Levy Mwanawasa Stadium, Ndola |
|                           |        |          |          |                               |

| 6 września 2014 17:30 CET | Niger · Maazou 34' | 1:3(1:3) | Republika Zielonego Przylądka · 3', 24' Rodrigues · 15' Fortes | Stade Général Seyni Kountché, Niamey |
|                           |                    |          |                                                                |                                      |

| 10 września 2014 18:15 CET | Mozambik · Domingues 5' (k) | 1:1(1:1) | Niger · 26' Cissé | Estádio do Zimpeto, Maputo |
|                            |                             |          |                   |                            |

| 10 września 2014 19:00 CET | Republika Zielonego Przylądka · Zé Luís 33' · Mendes 77' | 2:1(1:0) | Zambia · 55' Mulenga | Estádio da Várzea, Praia |
|                            |                                                          |          |                      |                          |

| 11 października 2014 15:30 CET | Mozambik · Kito 44' · Reginaldo 60' | 2:0(1:0) | Republika Zielonego Przylądka | Estádio do Zimpeto, Maputo |
|                                |                                     |          |                               |                            |

| 10 października 2014 17:00 CET | Niger | 0:0(0:0) | Zambia | Stade Général Seyni Kountché, Niamey |
|                                |       |          |        |                                      |

| 15 października 2014 18:00 CET | Zambia · Kalaba 58' · Mayuka 75' · Mweene 90' (k) | 3:0(0:0) | Niger | Levy Mwanawasa Stadium, Ndola |
|                                |                                                   |          |       |                               |

| 15 października 2014 19:30 CET | Republika Zielonego Przylądka · Héldon 80' | 1:0(0:0) | Mozambik | Estádio Nacional de Cabo Verde, Praia |
|                                |                                            |          |          |                                       |

| 15 listopada 2014 15:00 CET | Mozambik | 0:1(0:0) | Zambia · Singuluma 67' | Estádio do Zimpeto, Maputo |
|                             |          |          |                        |                            |

| 15 listopada 2014 18:05 CET | Republika Zielonego Przylądka · Kuca 68' · Héldon 89' · Tavares 90' | 3:1(0:0) | Niger · Varela 73' (sam.) | Estádio Nacional de Cabo Verde, Praia |
|                             |                                                                     |          |                           |                                       |

| 19 listopada 2014 17:00 CET | Zambia · Kampamba 78' | 1:0(0:0) | Republika Zielonego Przylądka | Levy Mwanawasa Stadium, Ndola |
|                             |                       |          |                               |                               |

| 19 listopada 2014 17:00 CET | Niger · 84' | 1:1(0:0) | Mozambik · 70' Diogo | Stade Général Seyni Kountché, Niamey |
|                             |             |          |                      |                                      |